# Epichilo
Epichilo és un gènere d'arnes de la família Crambidae.

## Taxonomia
- Epichilo irroralis (Hampson, 1919)
- Epichilo obscurefasciellus (de Joannis, 1927)
- Epichilo parvellus Ragonot in de Joannis & Ragonot, 1889
- Epichilo vartianae Błeszyński, 1965